# Prohardyia intermedia
Prohardyia intermedia är en tvåvingeart som beskrevs av Adrian C. Pont 1974. Prohardyia intermedia ingår i släktet Prohardyia och familjen husflugor. Inga underarter finns listade i Catalogue of Life.